# Boiler
Un boiler este un recipient de acumulare a apei calde, izolat termic și echipat cu un sistem de încălzire a apei din el.
Sistemul de încălzire poate fi prin arderea unui combustibil, la fel ca la cazane, prin curent electric sau prin agent termic (apă fierbinte sau abur). În acest ultim caz el este un simplu schimbător de căldură.